# Elektret
Elektret – dielektryk, w którym w sposób trwały utrzymuje się polaryzacja dipolowa lub stan naładowania elektrycznego. Elektret wytwarza zewnętrzne pole elektryczne i w tym sensie jest elektrostatycznym odpowiednikiem magnesu trwałego.

## Historia
W 1919 r. fizyk japoński M. Eguchi wyprodukował pierwszy elektret z wosku karnauba. Bardzo długo stan elektronowy wiązano z trwałym uporządkowaniem orientacji dipoli elektrycznych i oddziaływaniem rzeczywistych ładunków wstrzykniętych w procesie ładowania z polaryzacją dipolową. Wytwarzane elektrety, głównie z dielektryków dipolowych, miały grubości rzędu centymetrów. Dopiero pod koniec lat sześćdziesiątych zaczęto wytwarzać elektrety z folii polimerowych wstrzykując z zewnętrznych źródeł rzeczywisty ładunek elektryczny.

## Rodzaje elektretów

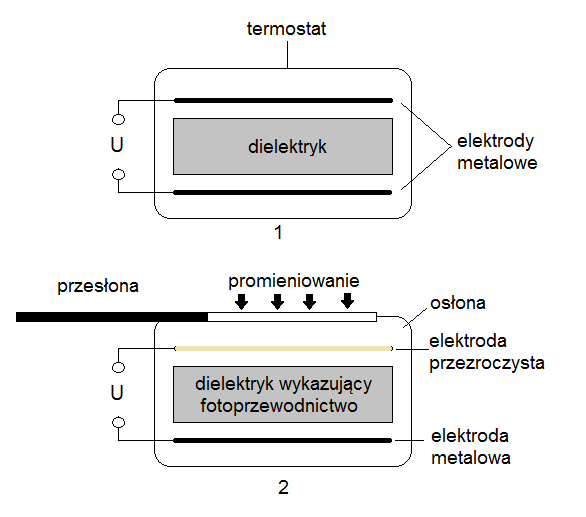
Układy do wytwarzania : 1. Termoelektretów, 2. Fotoelektretów

### Termoelektrety
Termoelektrety dipolowe otrzymać można poprzez polaryzowanie dielektryków w silnym zewnętrznym polu elektrycznym w podwyższonej temperaturze (w której możliwy jest obrót dipoli molekularnych) i "zamrożenie" uporządkowania dipoli elektrycznych przez ochłodzenie dielektryka. Ładunek na powierzchni elektretu zaraz po jego wytworzeniu pochodzi przede wszystkim od polaryzacji dipolowej, ma więc znak przeciwny do znaku polarności elektrod (heteroładunek). W procesie wytwarzania elektretów zostaje jednak również do dielektryka wstrzyknięty ładunek rzeczywisty z przestrzeni pomiędzy elektrodami a dielektrykiem (homoładunek). Efektywny ładunek powierzchniowy elektretu jest więc sumą tych obydwu ładunków. Ponieważ czasowe zmiany gęstości takich ładunków są różne, termoelektret wykazuje zaraz po wytworzeniu na powierzchniach heteroładunek, który maleje do zera, a następnie pojawia się homoładunek który rośnie do maksimum i dalej zmienia się w czasie bardzo powoli.
Termoelektrety można otrzymać również z dielektryków niedipolowych, gdy rozłożone izotropowo w objętości ładunki elektryczne zostaną uporządkowane przez pole polaryzujące w podwyższonej temperaturze i uporządkowany stan zostanie "zamrożony".
Przykładem klasycznego materiału termoelektretowego jest wosk karnauba.

### Fotoelektrety i Radioelektrety
Fotoelektrety wytwarzane są z dielektryków wykazujących fotoprzewodnictwo. Nośniki prądu, pod wpływem światła zostają wzbudzone do pasma przewodnictwa i spułapkowane w pobliżu elektrod o odpowiedniej polarności. Przyczynia się to do pojawienia się warstwy ładunku przestrzennego. Podobny jest mechanizm wytwarzania polaryzacji w radioelektretach, z tym że wzbudzenie wywołane jest promieniowaniem jonizującym. 

### Elektrety foliowe
Elektrety foliowe są to elektrety powstałe z cienkich folii polimerowych, w których zgromadzono duże gęstości ładunku przez implantowanie go z różnych zewnętrznych źródeł.
Elektrety foliowe wytwarza się na cztery główne sposoby:
- poprzez ładowanie elektronami,
- metodą wyładowania koronowego,
- metodą przebiciową,
- metodą cieczową.

### Inne rodzaje elektretów
W skali laboratoryjnej otrzymano elektrety poprzez ogrzewanie dielektryków do temperatury mięknięcia, a następnie chłodzenie w silnym polu magnetycznym. Również plastyczne odkształcenia niektórych polimerów mogą prowadzić do powstania elektretu.

## Zastosowanie

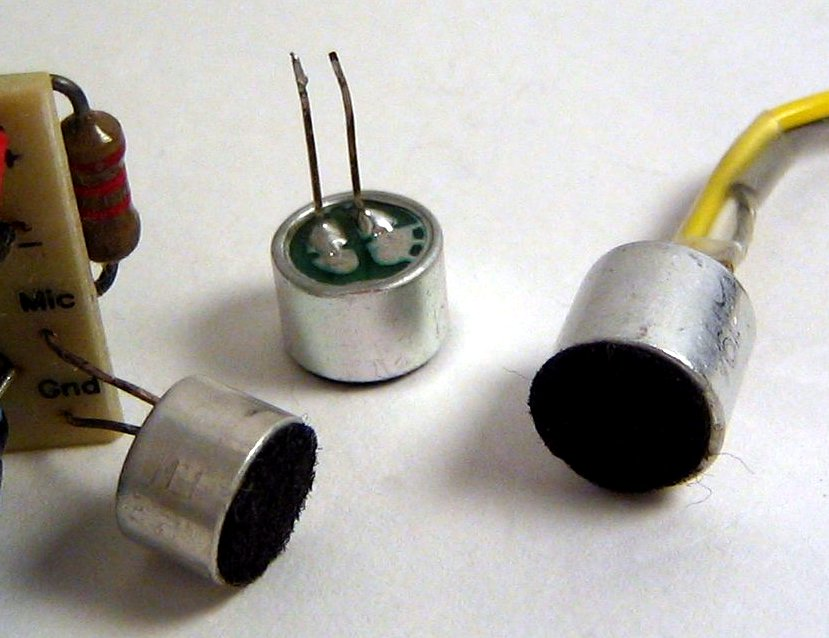
Elektretowe obudowy mikrofonów pojemnościowych

Pierwszym zastosowaniem elektretów na szeroką skalę jest kserografia (podstawy opracowano w latach 30 i 40 XX wieku). Elektret (zwykle fotoelektret) formuje się w cienkiej warstwie na podłożu metalowym, a następnie wystawia na działanie obrazu świetlnego, co powoduje rozładowanie elektretu w jasnych partiach. Pozostały w ciemnych miejscach ładunek przyciąga drobny proszek toneru, który jest następnie przenoszony na papier.
Elektrety znalazły również zastosowanie jako element konstrukcyjny mikrofonów elektretowych, oraz filtrów elektrostatycznych.